# Gebroeders van Heek
Gebroeders van Heek (ook: Van Heek Schuttersveld) is een voormalig textielbedrijf in de Overijsselse stad Enschede.

## Geschiedenis
Aan de basis van dit bedrijf lag de fabrikeur Hendrik Jan van Heek en de textielblekerij die in 1795 door hem opgericht was onder de naam H.J Van Heek en Zoonen. Na zijn overlijden zetten zijn zonen Gerrit Jan en Helmich vanaf 1809 zijn bedrijf voort. Nadat zij beiden overleden waren ontstonden er meningsverschillen over de voortzetting van het bedrijf. Besloten werd om het bedrijf op te splitsen.  De zonen van Gerrit Jan gingen voortaan verder als Gebroeders Van Heek, waaruit in 1858 het bedrijf Schuttersveld zou ontstaan (o.a. bekend om zijn corduroystoffen), gelegen op het landgoed Schuttersveld. De zonen van Helmich richtten in 1859 de firma Van Heek & Co. op.

### 1859 - 1940
Men vervaardigde vooral sterke werkmanskleding. In 1864-1865 werd daartoe ook een spinnerij in bedrijf genomen die grove garens produceerde. Omstreeks 1900 beschikte men over een spinnerij met 2000 spindels en een weverij met meer dan 400 getouwen. Er kwam een nieuwe drukmachine waarmee moleskin stoffen konden worden geproduceerd. In 1903 waren er 321 werknemers in dienst en stond de fabriek in Enschede qua grootte op de zevende plaats. Men ging zich toeleggen op het in lengterichting geribde Manchestercord, gebaseerd op beaverteen. Spoedig werd ook corduroy en linneroy geproduceerd.

### Tweede Wereldoorlog
Tijdens de Tweede Wereldoorlog overleed kleinzoon en firmant N.G. van Heek op 59 jarige leeftijd. Hij was vanaf zijn intrede in het bedrijf de drijvende kracht geweest achter een aantal innovaties maar was ook maatschappelijk actief. Zo had hij zich sterk gemaakt voor een betere huisvesting van de hogeschool voor Textiel en een grote elektriciteitscentrale om de industrie-toename in de regio te kunnen faciliteren. Hij bekleedde diverse commissariaten bij o.a. De Twentse Bank, Van Heek & Co en richtte het woningbouwbedrijf “” Mijn eigen huis op “ dat verantwoordelijk was voor de realisatie van een aantal arbeiderswoningen- complexen. 

### 1945- 1982
Nadat tijdens de oorlog de productie op een laag peil had gestaan trok dat net na de oorlog zodanig aan dat het bedrijf besloot te investeren in een stoomketel met een veel grotere capaciteit. Ook het werknemersbestand breidde uit naar ruim 1000 werknemers.
In 1959 verkreeg het bedrijf het predicaat koninklijke. Er werkten toen 1700 mensen.
In de jaren '60 van de 20e eeuw stond de textielindustrie in West-Europa onder zware druk. De Aziatische markt viel weg, mede door de onafhankelijkheid van Indonesië, terwijl vooral vanuit Oost-Europa goedkope producten hun intrede deden. Fusies leken de oplossing en in 1964 werd Jannink overgenomen, waarvan de fabriek in 1967 werd gesloten. Veel textielfabrieken sloten de poorten maar Schuttersveld moest in 1971 nog gastarbeiders aantrekken. In totaal waren er 537 gastarbeiders op een totaal van 1776 werknemers.
Om de noodzakelijke omzetten te behouden startte men in 1975 met de productie van denim dat in de mode kwam.

## Bedrijfssluiting
Midden 1980 stortte de markt voor corduroy in en het bedrijf, in 1979 nog winstgevend, kreeg in 1980 en 1981 te maken met grote verliezen. Wel werd voor 1983 een hogere omzet verwacht doch maatregelen als de invoering van een nieuwe huisstijl mochten niet meer baten. In 1982 werd faillissement aangevraagd. In hetzelfde jaar werd de weverij gesloten, gevolgd door de finishafdeling. Meer dan 500 werknemers werden ontslagen.
Een overlevingsplan werd door de overheid afgewimpeld en spoedig werd het gehele complex gesloten en stonden ook de overige 645 werknemers op straat.
Het 13,5 ha grote fabrieksterrein werd verkocht aan een projectontwikkelaar die de gebouwen sloopte en er een meubelplein vestigde. Slechts een lange muur herinnert sindsdien aan de vroegere activiteiten.